# Pelicinus damieu
Espèce
Pelicinus damieu est une espèce d'araignées aranéomorphes de la famille des Oonopidae.

## Distribution
Cette espèce est endémique du centre de la Nouvelle-Calédonie,.

## Description
Le mâle holotype mesure 1,54 mm et la femelle paratype 1,77 mm.

## Étymologie
Son nom d'espèce lui a été donné en référence au lieu de sa découverte, le col d’Amieu.

## Publication originale
- Platnick, Dupérré, Ott, Baehr & Kranz-Baltensperger, 2012 : The Goblin Spider Genus Pelicinus (Araneae, Oonopidae), Part 1. American Museum Novitates, no 3741, p. 1-43 (texte intégral).